# Schlüsseljoch
Das Schlüsseljoch ist ein 2212 Meter hoher Gebirgspass im Tuxer Kamm der Zillertaler Alpen.
Das Schlüsseljoch verbindet das Wipptal mit dem Pfitscher Tal. Die Zufahrt vom Wipptal erfolgt ca. 750 m südlich von Brennerbad auf einem kleinen Bergsträßchen über die auf 1750 m gelegene und bewirtschaftete Zirogalm (meist asphaltiert, später Fahrweg). Ab der ebenfalls bewirtschafteten Enzianhütte auf 1895 m verläuft die Route zum Pass über einen alten Saumpfad. Auf der Seite des Pfitscher Tals gelangt man über eine steile alte Militärpiste (grober Schotter) aus der Mussolinizeit auf das Schlüsseljoch. Die Route ist auf der NW-Seite ab Enzianhütte für Kfz gesperrt, die SO-Seite ist schon ab Talboden gesperrt.
Heute ist der Pass ein beliebter Übergang für Mountainbiker auf der Umrundung des Olperermassivs oder auf dem Weg zum Gardasee.